# Vågå kommun

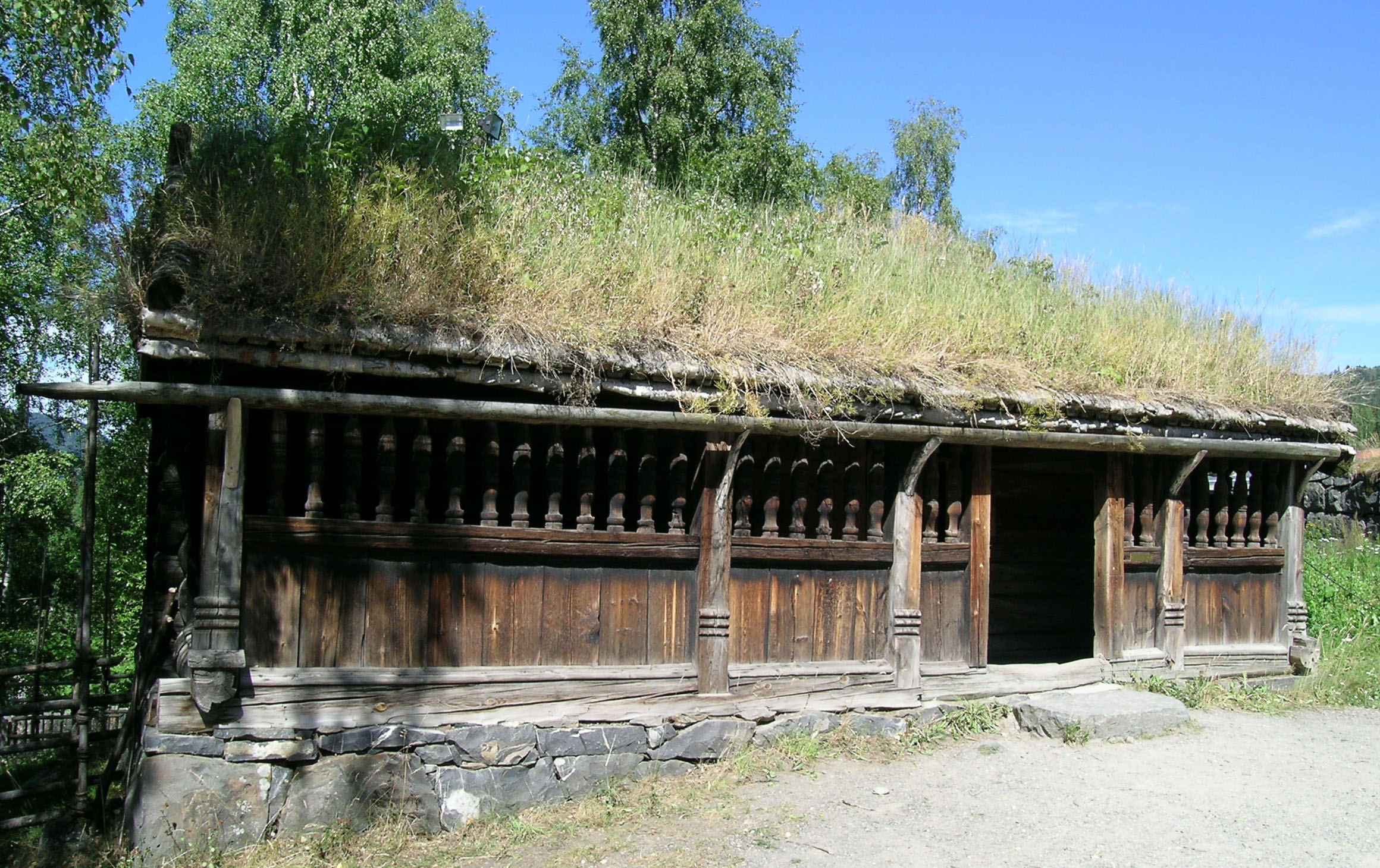
"Årestue" i kommunen.

Vågå kommun (norska: Vågå kommune) är en kommun i Innlandet fylke i Norge. Den ligger i Gudbrandsdalen och centralort är tätorten Vågåmo. 

## Etymologi
Namnet Vågå kan komma från fornnordiskans vega som betyder resa. Området ligger i en uråldrig östvästlig rutt som nämns i Heimskringla. Det fornnordiska ordet kan dock komma från Vaga, ackusativ- och dativform av Vagi, vilket var ursprungsnamnet för sjön Vågåvatn.
Innan 1918 skrevs namnet Vaage, då det ändrades till Vaagaa. 1921 ändrades stavningen åter till dagens Vågå.

## Historia
De äldsta historiska fynden är från äldre stenåldern i form av pilspetsar och boplatser bland annat vid sjön Tesse drygt en mil sydväst om centralorten. Trakten har därefter varit bebyggd och Vågå omnämns i Heimskringla av Snorre Sturlasson. Historien berättar att kung Olav den helige stannade flera nätter i Lesja, fortsatte söderut över höglanden till Ottadal och den vackra byn som låg på båda sidorna om älven Otta. Kung Olav stannade där i fem dagar, och kallade befolkningen i Vågå, Lom och Heidal till ett ting. De fick veta att de antingen måste konvertera till kristendom och ge sina söner som gisslan, eller få sina hem nerbrända. Enligt historien lydde många kungens order.
Vågå stavkyrka är den näst äldsta stavkyrkan i landet, byggdes runt 1150 och var ursprungligen tillägnad Petrus. Även om kyrkan byggdes om till en korskyrka på 1600-talet, är portalen och väggplankorna original. Dopfunten kommer från kyrkans ursprungsutseende och krucifixet i gotisk stil är från 1200-talet.
Det äldsta omnämnandet av en boende i Vågå kommer från 1130, där en Ivar Gjesling ska ha bott i Sandbu, precis norr om Vågåmo. Han var även kung Magnus den blindes lendmann för området. Ivar Gjesling allierade sig själv med birkebeinarna, som valde Sverre Sigurdsson som sin kung vid Øreting år 1177. Sverre tilldelade därför Gjesling Heidalen som belöning.
Bönder från Vågå deltog i ett framgångsrikt anfall mot skotska legosoldater på väg att ansluta sig till svenska trupper år 1612. Slaget vid Kringen har i området blivit mytomspunnet, där det ofta talas om bondeflickan Prillar-Guri som lockade soldaterna genom att spela på ett traditionellt vädurshorn.

### Administrativ historik
Socknen Vaage etablerades som kommun den 1 januari 1838 och Sels kommun samt Heidals kommun separerades från kommunen för att bli egna kommuner den 1 januari 1908.

## Geografi
Vågå kommun gränsar i norr till Lesja kommun, i öster till Dovre och Sels kommuner, i sydväst till Nord-Frons kommun, i söder till Vangs och Øystre Slidre kommuner, samt i väster till Loms kommun. Det finns två tätorter i kommunen, Vågåmo och Lalm.
Kommunen ligger i ett bergigt område precis norr om Jotunheimen nationalpark, väst om Rondane nationalpark, och syd om Dovrefjell. Den högsta punkten är Surtningsuen med en höjd på 2 368 meter över havet. I kommunen finns en bergsväg till toppen av det 1 618 meter höga berget Jetta, som ger utsikt över Gudbrundsdal och de kringliggande nationalparkerna.
Älven Otta rinner från Skjåks kommun ner i Vågavatn och fortsätter vid Vågmo genom Ottadalen ut ur kommunen och rinner ut i Gudbrandsdalslågen i Sels kommun.

### Klimat
Vågå kommun ligger i Jotunheimens regnskugga. Området har därför kontinentalt klimat, med varma somrar, kalla vintrar och mycket låg nederbörd. Vissa år faller mindre än 300 millimeter nederbörd. Det torra klimatet gör att kommunen lockar många hängflygare.

## Tätorter
I Vågå kommun finns två tätorter:
- Lalm
- Vågåmo (centralort)

## Socknar
Inom Norska kyrkan motsvaras Vågå kommun av Vågå socken i Nord-Gudbrandsdals prosteri i Hamars stift.